# Musée de la Faïence et des Beaux-Arts
Le musée de la Faïence et des Beaux-Arts, plus communément appelé le musée de la Faïence de Nevers est un musée de France, situé à Nevers, dans la Nièvre, en France, consacré principalement à la faïence et à la peinture.

## Localisation
Le musée est situé rue Saint-Genest ; il possède trois entrées : l'une au 16, rue Saint-Genest, une autre, aussi rue Saint-Genest, à travers le jardin du musée, et une troisième depuis la promenade des Remparts. Le musée est situé dans le quartier qui a été celui des faïenciers de Nevers du XVIIe au  XIXe siècle, et dont témoignent les plaquettes sur le maisons de la rue du 14 juillet attenante.

## Historique

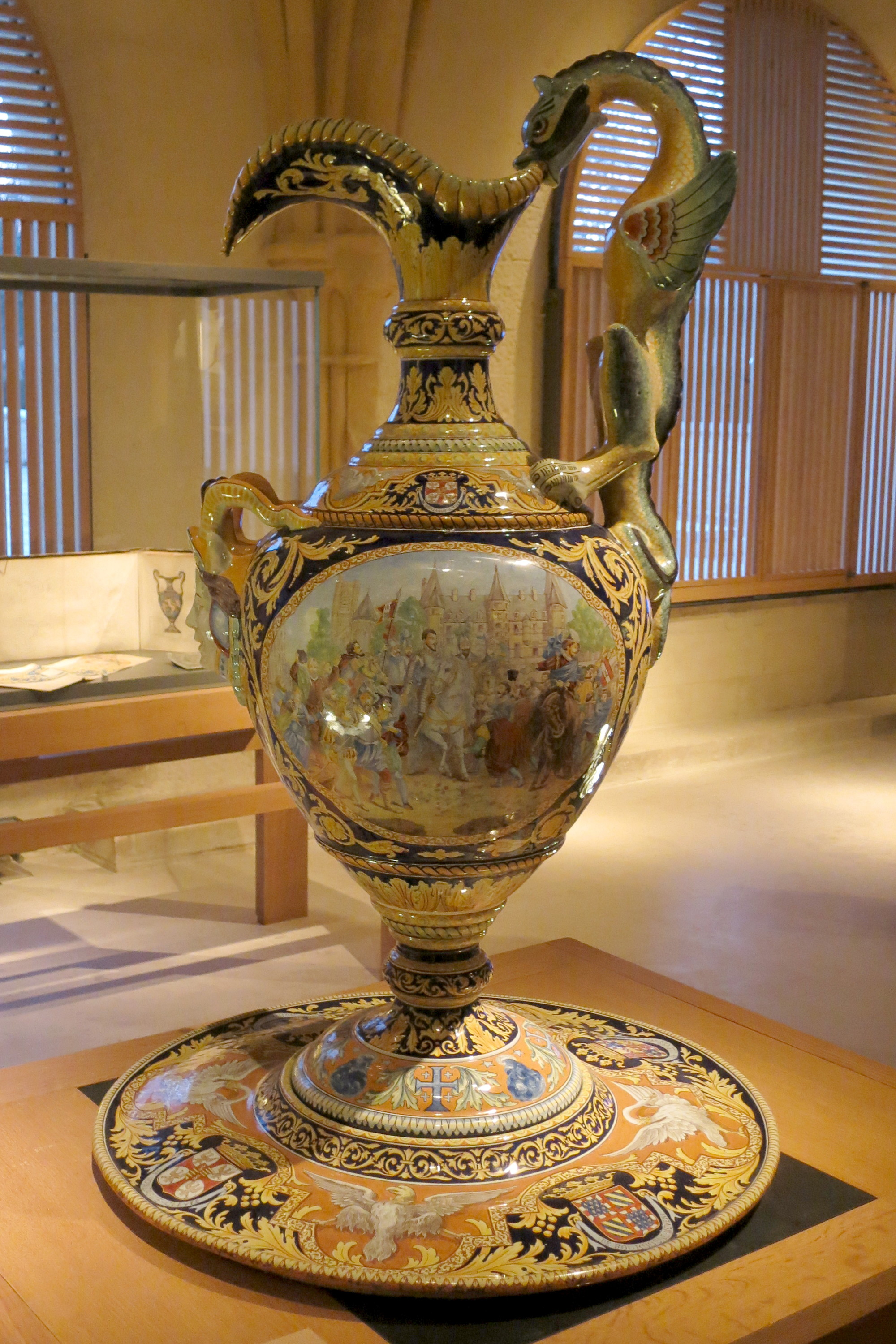
Aiguière produite par la faïencerie Montagnon.

Créé dans les années 1840 par la municipalité de Nevers, à l'hôtel de ville, le musée déménage dans les années 1910 dans l'ancien palais épiscopal, acquis et offert à la ville par un mécène, Frédéric Blandin. En 1975, il s'installe à l'emplacement de l'ancienne abbaye bénédictine Notre-Dame et dans un hôtel particulier, la maison Roussignhol, datant du XIXe siècle. Ces locaux ont été rénovés de 2007 à 2013 et complétés par une extension contemporaine. Les travaux terminés, le musée a été inauguré le 27 septembre 2013.
Peu après, l'établissement, dont le nom était jusqu'alors musée de la Faïence Frédéric-Blandin, est devenu musée de la Faïence et des Beaux-Arts.
Le musée compte depuis 13 salles d’exposition permanente et une salle d’exposition temporaire qui s’étendent sur 2 100 m2 de vestiges médiévaux, de réhabilitations et de constructions neuves. Un choix architectural associe pierre et bois, bâtiment contemporain et constructions anciennes. 

## Fréquentation
| Année | Entrées gratuites | Entrées payantes | Total  |
| ----- | ----------------- | ---------------- | ------ |
| 2001  | 4 481             | 3 895            | 8 376  |
| 2002  | 3 527             | 4 684            | 8 211  |
| 2003  | 2 613             | 3 729            | 6 342  |
| 2013  | 7 900             | 3 151            | 11 051 |
| 2014  | 9 777             | 10 630           | 20 407 |
| 2015  | 5 645             | 6 667            | 12 312 |
| 2016  | 6 651             | 7 085            | 13 736 |
| 2017  | 4 573             | 6 620            | 11 193 |

Le musée n'a pas reçu de visiteurs de 2004 à 2012.

## Œuvres présentées
Le musée présente des faïences, sculptures, peintures, monnaies, affiches et estampes.

### Faïences
Le musée possède un ensemble de près de 2 500 pièces, dont 1950 de Nevers, représentatives de l'essor de le l'art de la faïence à Nevers,  de verres émaillés et filés (300 pièces). 

#### Verres émaillés

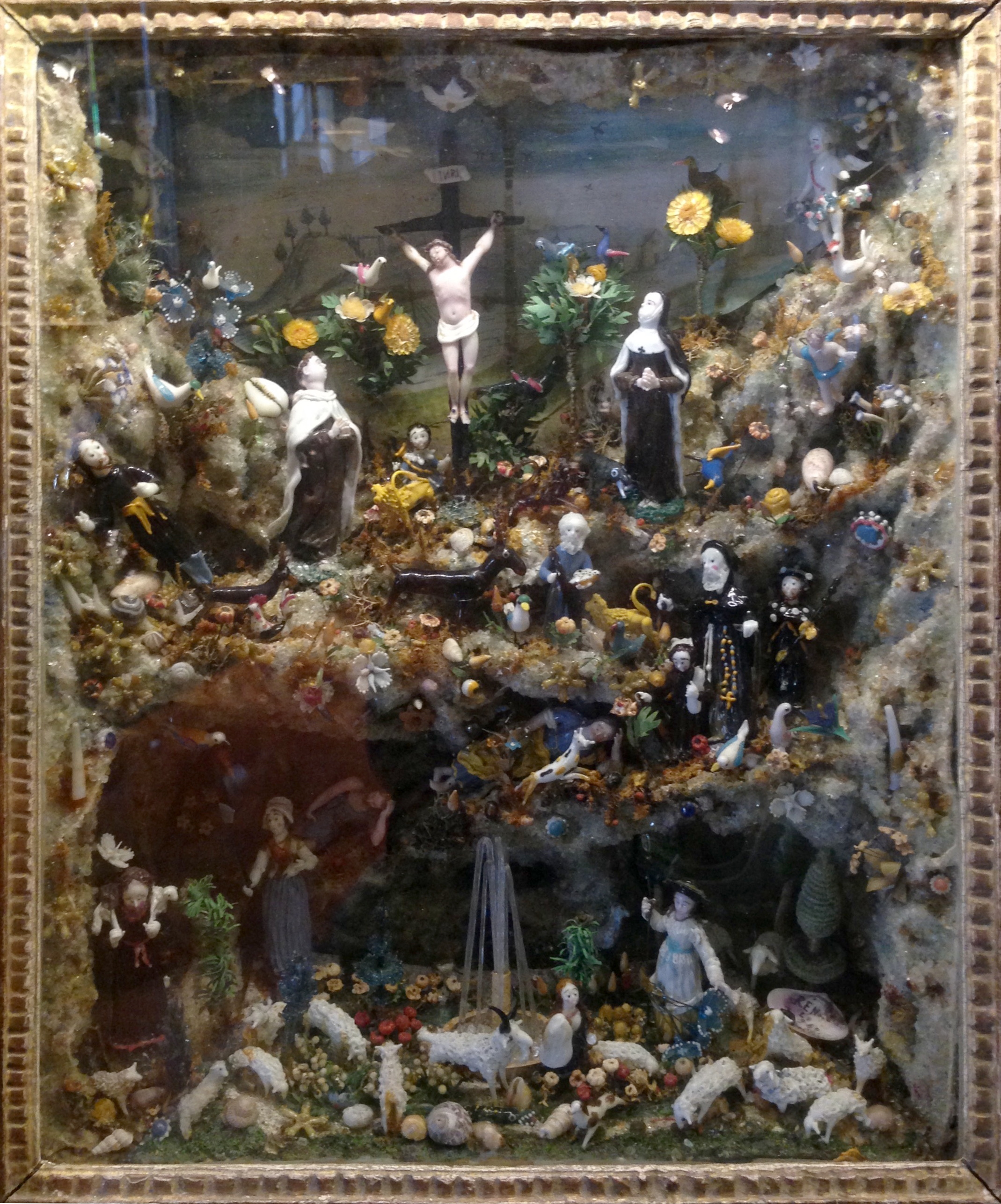
Composition en verre émaillé.

La collection de verre émaillé, réunie notamment par Jean Loynel d'Estrie, a été reçue par le Musée du Louvre par dation en paiement de droit de succession en décembre 1997.  À l'exception d'un retable du Baptême du Christ au Louvre, les pièces de la collection est déposée par le musée du Louvre au musée de Nevers en 1998. Elle est constituée de 290 pièces aux formes et dimensions variées d'une technique particulière apparue à Nevers à la fin du XVIe siècle. Elle est composée de figurines et de boites ornées dont les thèmes sont les croyances et dévotions populaires. Les figures d’émail de Nevers sont constituées d'un bâti en verre plus intense ou constitué d’un fil de fer tire-bouchonné sur lequel sont agencés successivement des bâtons de pâte de verre opaque colore, appelés « canons » ou « mailles ».

#### Faïences de Nevers

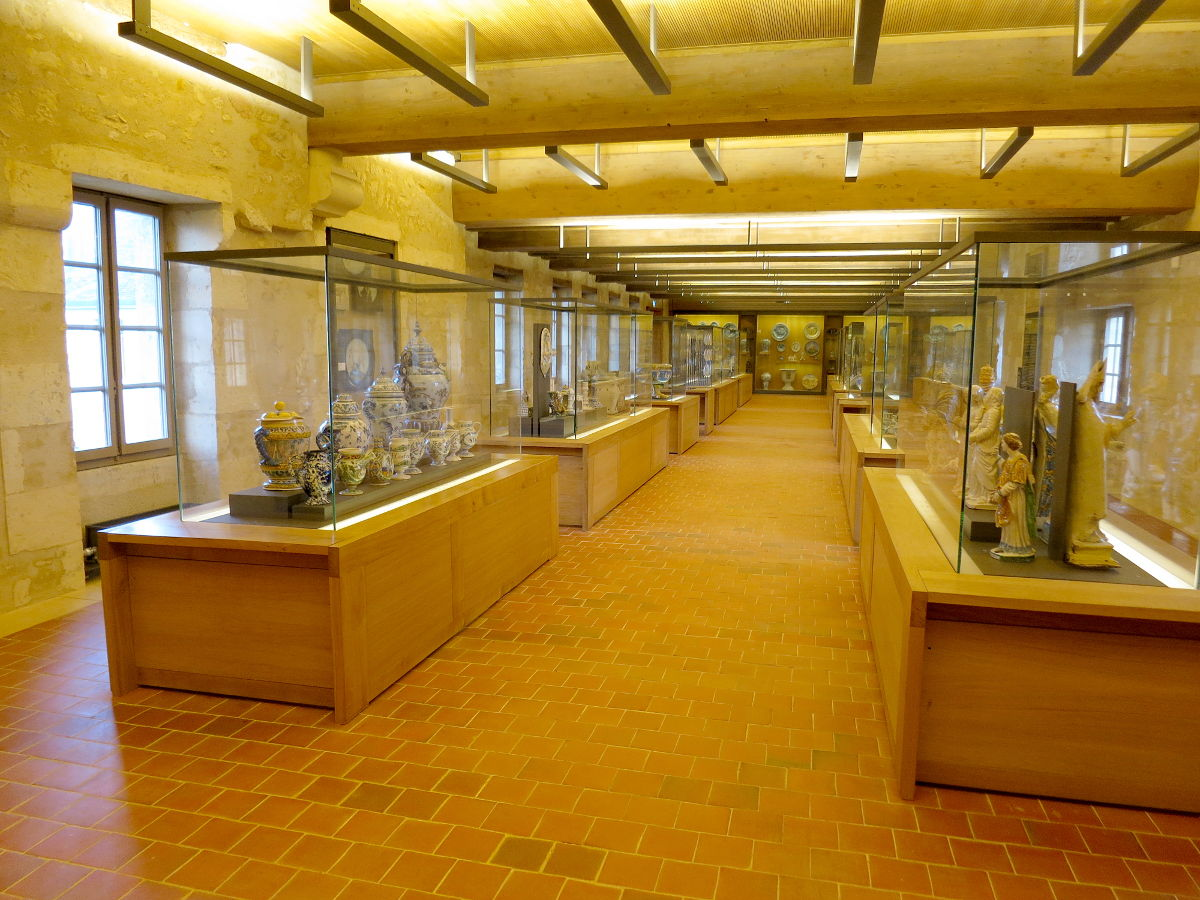
Vue de l'une des salles présentant des faïences de Nevers.

La collection de faïences occupe les 2e et 4e étages du musée. Elle présente chronologiquement les décors styles. Il y a des plats d’ornement, coupes, bouteilles, aiguières, carreaux, plaques décoratives et  statues. Au dernier étage sont présentés des pièces depuis le XVIIIe siècle, et  notamment des objets de taille monumentale, parmi lesquelles des faïences provenant du fonds Montagnon exécutées à la manufacture « Le Bout du Monde ». Charles-Pierre Fieffé qui fut nommé conservateur du musée en 1881 et qui est l'auteur avec Adolphe Bouveault de l'ouvrage de référence Les faïences patriotiques nivernaises, fit passer en cinq ans les collections du musée de 21 à 230 pièces. Trente-cinq pièces du musée sont classées sous le nom de Collection Fieffé.

#### Faïences Art nouveau

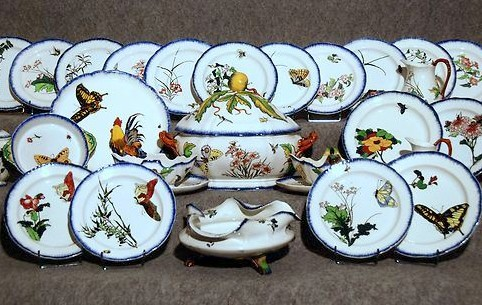
Service Rousseau.

Par une donation de Victor et Marguerite  Bossuat (1873-1948), des verreries et céramiques :  du Japonisme représenté par un exemplaire du service Rousseau dessiné par Félix Bracquemond pour la manufacture Creil et Montereau en 1867 à l’Art nouveau de l’École de Nancy (Gallé, Daum), en passant par un service à thé d’André Methey décoré par Vlaminck.

### Sculptures
Emmanuel Frémiet, Jean Gautherin, son élève Lucienne Signoret-Ledieu et son  Buste de femme.

### Aquarelles et dessins
Des dessins d'Étienne Gaudet, Johan Barthold Jongkind,  Georges Seurat, André Derain, Amedeo Modigliani,  un ensemble d’œuvres de Marcel Gromaire.

### Peintures et gravures

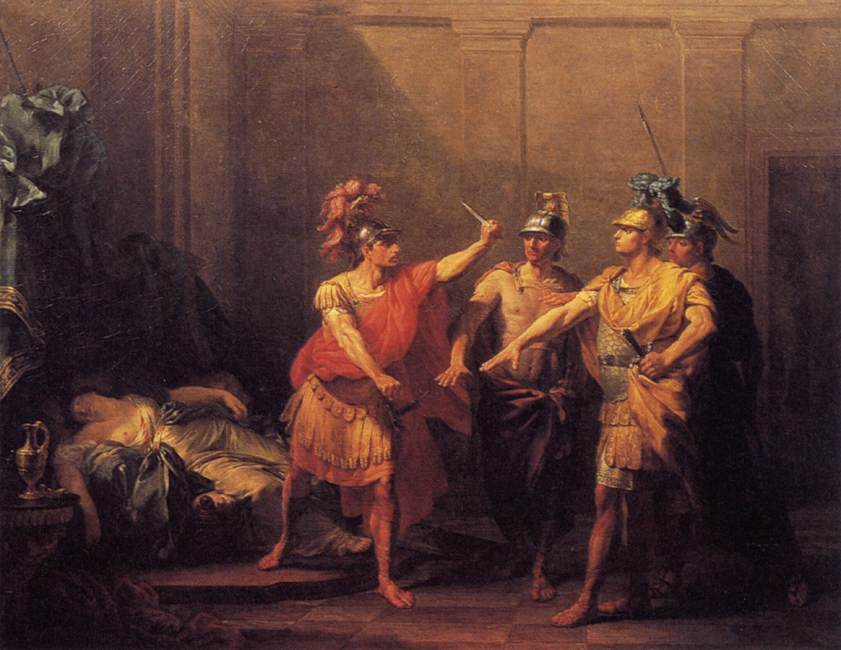
Jacques-Antoine Beaufort, Le Serment de Brutus.

Jacques-Antoine Beaufort Bonaventura Peeters, Pier Francesco Mola, Bernardo Cavallino, Jacques Courtois, Roger de Piles, Charles Antoine Coypel, Pierre-Jacques Cazes, Charles de La Fosse, Antoine-Jean Gros, Léon Cogniet, Édouard Goerg, Amédée Jullien, Maximilien Luce, Maurice de Vlaminck, Édouard Pail,  Francis Picabia, Suzanne Valadon, Maurice Utrillo, Moïse Kisling, Pierre Hodé, Adrienne Jouclard, Claude Schürr, Francesco Piranesi.

## Articles liés
- Faïence
- Faïence de Nevers
- Faïence de Creil-Montereau
- Faïence de Gien
- Musée de la Faïence de Quimper
- Musée de la Faïence (Marseille)
- Musée des Arts décoratifs, de la Faïence et de la Mode
- Musée départemental de la Faïence et des Arts de la table (Samadet)
- Musée de la Faïence de Desvres
- Musée de la Céramique de Rouen
- Musée national de Céramique (Sèvres)